# Soave
Soave település Olaszországban, Veneto régióban, Verona megyében. Lakosainak száma 7152 fő (2023. január 1.). Soave Belfiore, Cazzano di Tramigna, Montecchia di Crosara, Monteforte d'Alpone, San Bonifacio és Colognola ai Colli községekkel határos.

## Népesség
A település népességének változása:
| Lakosok száma | 7146 | 7108 | 7152 |
|               | 2017 | 2018 | 2023 |